# Sonja Ammann
Sonja Ammann (*  28. Juni 1984 in Rorschach) ist eine Schweizer evangelische Theologin.

## Leben
Ammann studierte in Lausanne, Buenos Aires und Heidelberg Evangelische Theologie und promovierte 2014 in Göttingen bei Reinhard Gregor Kratz zum Thema Götter für die Toren. Die Verbindung von Götterpolemik und Weisheit im Alten Testament. Ihre Promotion wurde mit dem Lautenschlaeger Award for Theological Promise 2016 ausgezeichnet. Von 2012 bis 2017 war Ammann wissenschaftliche Mitarbeiterin am Lehrstuhl für Geschichte Israels in der altorientalischen Welt an der Humboldt-Universität Berlin. In ihrer Habilitationsschrift beschäftigte sie sich mit der Konzeptionen von Geschichte am Beispiel des babylonischen Exils. Ammann ist seit 2017 Professorin für Altes Testament an der Universität Basel. Sie war mit 33 Jahren eine der jüngsten Theologieprofessorinnen der Schweiz.

## Forschungsschwerpunkte
Ammanns Forschungsinteressen sind das Alte Testament und die Literatur des Zweiten Tempels, insbesondere Jeremia, Deuterojesaja, Epistula Ieremiae, Sapientia Salomonis sowie Krieg und kollektive Gewalt im Alten Testament. Zudem befasst sie sich mit der Eroberung Jerusalems und dem Babylonischen Exil, Geschichtsschreibung und Geschichtskonzeptionen, Redaktionsgeschichte, schriftgelehrte Textproduktion und Verarbeitung von Texten sowie mit Diskurstheorie und der wissenssoziologischen Diskursanalyse.

## Publikationen
- Götter für die Toren. Die Verbindung von Götterpolemik und Weisheit im Alten Testament, Berlin 2015 (Beihefte zur Zeitschrift für die alttestamentliche Wissenschaft 466).
- (Hrsg.): Traders and the Exchange of Religious Ideas: Case Studies of Material Evidence, Göttingen 2017 (Die Welt des Orients 47).
- mit Frauke Uhlenbruch (Hrsg.): Fan Fiction and Ancient Scribal Cultures, New York 2019 (Transformative Works and Cultures. special issue 31).
- mit Julia Rhyder (Hrsg.): Transforming Memories of Collective Violence. Key Methods and Future Directions, Tübingen 2021 (Hebrew Bible and Ancient Israel. special issue 10/1).
- mit Katharina Pyschny, Julia Rhyder (Hrsg.): Authorship and the Hebrew Bible, Tübingen 2022 (Forschungen zum Alten Testament 158).
- mit Helge Bezold, Stephen Germany, Julia Rhyder (Hrsg.): Collective Violence and Memory in the Ancient Mediterranean, Leiden 2024 (Culture and History of the Ancient Near East 135), Open Access: https://doi.org/10.1163/9789004683181.
- Der zerbrochene Spiegel. Die babylonische Eroberung Jerusalems als kulturelles Trauma, Paderborn 2024 (Studies in Cultural Contexts of the Bible 9), Open Access: https://doi.org/10.30965/9783657793839.